# 순천 이씨
순천 이씨(順天李氏)는 전라남도 순천시를 본관으로 하는 한국의 성씨이다. 시조는 고려에서 문하시중을 지내며 승평백에 봉해진 이사고(李師古)이다.

## 참고 자료
- “순천이씨(順天李氏)”. 뿌리를 찾아서.[깨진 링크(과거 내용 찾기)]